# Хатидже Халиме-хатун
Хатидже́ Халиме́-хату́н (осман.  خديجة حليمة خاتون‎), также Таджинисса Ханым-султан (до 1415 — после 1500) — представительница династии Джандарогуллары, последовательно жена османского султана Мурада II и великого визиря Османской империи Исхака-паши.

## Контекст
Название и династии, и бейлика происходит от имени Тимура Джандара, первого правителя. Отношения между правителями Османогуллары и Джандарогуллары были сложными: Османогуллары вели агрессивную экспансию, Джандариды тоже. Однако периодически они объединялись для противостояния правителям других бейликов. Так, с помощью Орхана сын Тимура Джандара расширил земли своего бейлика, отняв у Чобаногуллары Кастамону и заняв Синоп. Начиная с Орхана для скрепления союза представители династии Османов неоднократно заключали браки с представителями Джандароруллары. Баязид I отобрал часть территорий Джандаридов, но они сохранили Синоп. Исфендияр-бей (годы правления 1403—1439) вовремя сориентировался и признал в 1402 году вассальную зависимость от Тамерлана, получив за это от него все бывшие земли своего бейлика. Клавихо писал об этом так: «Еспандиар [Исфендияр], владетель этой земли… был в другом городе, который… называется Кастамеа [Кастамону]; и там у него было собрано почти сорок тысяч человек, чтобы воевать с сыном Турка, который сердился на него за то, что он платил дань Тамурбеку…Причина же, по которой этот рыцарь, владетель этой земли, платит дань Тамурбеку, та, что Турок Баязет, которого победил Тамурбек, убил его отца и отнял у него землю; а после, когда Тамурбек победил его, то возвратил всю землю этому рыцарю Еспандиару».Только правнуку Баязида, Мехмеду II, удалось окончательно покорить Джандаридов; однако во времена Мурада II правитель бейлика был важным союзником османов. Исфендияр был самым ярким представителем династии; из-за его долгого правления историки называют династию Исфендиярогуллары.

## Версии происхождения
Хатидже Халиме-султан была дочерью и внучкой правителей бейлика Джандарогуллары, соседствовавшего с Османогуллары. В «Исламской энциклопедии» в качестве отца Хатидже Халиме указывается сын Исфендияра-бея, Таджеддин Ибрагим II, правивший в 1439—1443 годах. Но единого мнения о том, кто является отцом Хатидже Халиме, нет. Помимо Таджеддина Ибрагима II, называют его отца, Исфендияра-бея. Версия об отцовстве Исфендияра восходит к Михаилу Дуке. Версия об отцовстве Ибрагима, сына Исфендияра, восходит к Ашикпашазаде.
Историк Н. Сакаоглу выдвинул версию, согласно которой у Мурада было две жены из семьи Исфендияра: первая — дочь Исфендияра по имени Халиме — в двадцатых годах, она родила сына Исфендияра, но и сын и она умерли не позже сороковых годов; вторая жена — внучка Исфендияра, и дочь Ибрагима, Хатидже, которая родила Кючюк Ахмеда.
Матерью Хатидже иногда называли дочь Мехмеда I, Сельчук-хатун, бывшую женой Ибрагима Таджеддина. Согласно историку Н. Сакаоглу, это сомнительно, поскольку тогда выходило бы, что Хатидже стала женою своего дяди.

## Брак с Мурадом II
Брак Хатидже с Мурадом II был заключён по мнению большинства историков в 1424 году или в 1425 году, соглашение было достигнуто в 1423 году (только Бабингер относит его к 1421 году).
За невестой в Кастамону поехали Чашнигирбаши Эльван-бей, Таваии Серафеддин-паша и Рейхан-паша; вдова Халила-паши, жена Гермияноглу Якуба-бея, которую султан называл Шах-Ана. С ними султан отправил большую свиту. Они представили выкуп и привезли невесту. Исфендияр-бей организовал праздники в Кастамону и пышно принял прибывших за невестой. После того, как церемония бракосочетания там завершилась, Исфендияр передал своим внучку прибывшим женщинам (вдове Халила-паши и жене Гермианоглу Якуба-бея) и они увезли её.
Этим браком Мурад хотел закрепить связь с Исфендияром, отцом Ибрагима, после того, как в 1424 году Исфендияр-бей наконец признал вассальную зависимость от Османогуллары. Отдав внучку (или дочь) для скрепления союза, Исфендияр получал обратно медные копи.
Хатидже была любимой женой Мурада до его женитьбы на Маре Бранкович в 1435 году, когда Хатидже была отослана в Бурсу. Однако через год ситуация изменилась; Ашикпашазаде сообщает, что в Бурсу уехала Мара, а Хатидже была возвращена.

## Шехзаде Ахмед (кючюк)
В ноябре 1450 года Хатидже родила сына Ахмеда, прозванного Кючюк — младший, поскольку у Мурада уже был сын с таким именем, умерший в 1437 году. Ф. Бабингер выражает удивление тому, что у Хатидже и Мурада в 1451 году был сын-младенец при том, что они были женаты уже как минимум 26 лет. Нет ясности по поводу того, были ли у неё дети до Кючюк Ахмеда (Ахмеда-младшего). Ей приписывается материнство то Бююк Ахмеда (Ахмеда-старшего), погибшего в 1437 году, то Алаэддина Али, умершего (или казнённого с сыновьями) в 1442/43 году. Так же Хатидже Халиме-хатун иногда путают с Хатидже Алиме Хюма-хатун, и сообщают, что она была матерью Мехмеда II. Эта ошибка восходит к Эвлия Челеби и князю Кантемиру. Такого же мнения придерживался Дука.
В 1451 году Мурад умер и султаном стал его сын Мехмед II. 18 февраля перед процедурой «опоясывания мечом Османа I» (аналогичной европейской коронации) Мехмед пришёл в гарем дворца в Эдирне. Когда Хатидже пришла к нему выразить соболезнования в связи со смертью его отца и её мужа и поздравить с восшествием на престол, Мехмед ласково принял её и задержал разговором, пока посланный им Али-бей Эвреносоглу, сын Эвренос-бея, удушил её сына. Мехмед, якобы, заявил, что Али-бей действовал без его приказа по своему усмотрению; распространена версия, что новый султан велел казнить Али-бея, чтобы успокоить мачеху и её родственников. Однако известно, что в 1462 году Али принимал участие в одной из кампаний Мехмеда.
Дука придавал особое значение этому сыну, называя его «порфиророждённым» (рождённым после того, как его отец стал султаном). В Византийской империи такие дети имели приоритет в наследовании престола. Кроме того, в отличие от Мехмеда, матерью которого была рабыня, Ахмед был рождён от династического союза.
Всё это делало трёхмесячного младенца опасным соперником и заставило Мехмеда избавиться от него. Убийство (казнь) при воцарении невиновного брата-младенца только для предотвращения возможных проблем до этого у османов не практиковалось. Бабингер называет это «инаугурацией закона братоубийства».
Существует легенда, что мать подменила Ахмеда, поменяв с сыном рабыни, спасла от смерти, и он стал известен под именем Юсуф Адиль-шаха, основателя династии, в 1489—1686 годах правившей южной Индией. В записанном виде она, насколько известно, впервые встречается у Феришты (ок. 1570 — после 1623) в Тарих-и Феришта, написанной в 1606—1611 годах. Поскольку труд компилятивный, Феришта пересказывает уже существующую в чьем-то (несохранившемся) тексте легенду. Несмотря на то, что никаких аргументов у этой версии не существует, легенда до сих пор имеет сторонников.

## Брак с Исхаком-пашой
После смерти её мужа и казни сына бывшему великому визирю Мурада, бейлербею Анатолии Исхаку-паше, было велено взять Хатидже в жёны и сопроводить тело Мурада в Бурсу, чтобы захоронить его, согласно завещанию покойного, рядом с любимым сыном, Алаеддином Али. Там же был похоронен и сын Хатидже и Мурада.
В браке с Исхаком-пашой у Халиме были дети: Пири-бей и Шехзаде-султан. Пири-бей служил в казначействе у сына Мехмеда II, Баязида, когда тот был только шехзаде.
Исхак-паша умер в мае 1487 года. Последние сведения о Хатидже датированы 1500 годом, когда она зарегистрировала дарение в Изнике. Она была похоронена вместе с мужем в тюрбе Исхака-паши в Инегёле, но в 1937 году при прокладке дороги захоронение переместили в мечеть.

## Предположительный брак с Махмудом-пашой
Современный историк архитектуры, Экрем Айверды, указывает Хатидже Халиме-хатун, дочь Исфендияроглу Ибрагим-бея и Сельчук-султан, дочери Мехмеда I, в качестве второй жены Махмуда-паши (изменившей мужу с сыном Мехмеда II), однако он не указывает источников. Согласно утверждению Айверды, Хадидже была замужем за Махмудом-пашой, после смерти Махмуда-паши она вышла замуж за некоего Коджу-бея, и построила мектеб в Бурсе в 1501 году. Неизвестно, является ли эта информация надёжной или нет. Если принять эту версию, то встаёт вопрос о возрасте Хатидже. По традиционно-принятой версии она родилась не позже 1415 года, а шехзаде Мустафа родился в 1450 году.
Согласно Алдерсону, Коджа Бали-бей был сыном Яхьи-паши и дочери Баязида II. Указанным данным соответствует Малкочоглу Бали-бей. Про жену Коджи-бея Алдерсон пишет «вероятно, член династии; была обвинена в адюльтере» , как и вторая жена Махмуда-паши. Известно, что Бали-бей был женат на своей кузине Девлетшах-хатун — внучке Баязида II от дочери Айнишах-султан. Так же возможно, что Махмуд-паша, упомянутый как её муж, не великий визирь, а другой человек с тем же именем. Например, Кассабзаде Махмуд, с которым Махмуд-паша Ангелович перепутан в его агиографии.